# San Carlos (Califórnia)
San Carlos é uma cidade localizada no estado americano da Califórnia, no condado de San Mateo. Foi incorporada em 1925. Possui mais de 30 mil habitantes, de acordo com o censo nacional de 2020.

## Geografia
De acordo com o Departamento do Censo dos Estados Unidos, a cidade tem uma área de 14 km², dos quais todos os 14 km² estão cobertos por terra.

### Localidades na vizinhança
O diagrama seguinte representa as localidades num raio de 8 km ao redor de San Carlos.

## Demografia
Desde 1930, o crescimento populacional médio, a cada dez anos, é de 67,5%.

### Censo 2020
De acordo com o censo nacional de 2020, a sua população é de 30 722 habitantes e sua densidade populacional de 2 191,8 hab/km². Seu crescimento populacional na última década foi de 8,2%, acima do crescimento estadual de 6,1%. É a 10ª cidade mais populosa e também a 10ª mais densamente povoada do condado de San Mateo.
Possui 12 244 residências que resulta em uma densidade de 873,5 residências/km² e um aumento de 1,9% em relação ao censo anterior. Deste total, 3,7% das unidades habitacionais estão desocupadas. A média de ocupação é de 2,6 pessoas por residência.
A renda familiar média é de 182 083 dólares e a taxa de emprego é de 69,6%.

### Censo 2010
Segundo o censo nacional de 2010, a sua população era de 28 406 habitantes e sua densidade populacional de 1 979,71 hab/km². Possuía 12 018 residências que resultava em uma densidade de 837,6 residências/km².

## Marcos históricos
O Registro Nacional de Lugares Históricos lista dois marcos históricos em San Carlos. O primeiro marco foi designado em 20 de setembro de 1984 e o mais recente em 29 de dezembro de 1984, o Nathanial Brittan Party House.